# Dualla (Costa d'Avorio)
Dualla è una città, comune e sottoprefettura della Costa d'Avorio appartenente al dipartimento di Séguéla. Conta una popolazione di 8 130 abitanti (censimento 2014).